# 库西堡-欧夫里克
库西堡-欧夫里克（法語：Coucy-le-Château-Auffrique，發音：[kusi lə ʃato ofʁik]），法国北部市镇，位于上法兰西大区埃纳省，隶属于拉昂区，其市镇面积为11.46平方公里，2022年1月1日时人口数量为989人，在法国城市中排名第10,028位。
库西堡-欧夫里克位于埃纳省西南部，艾莱特河右岸，是一个区域性的中心城市。库西堡-欧夫里克因库西城堡而闻名，该城堡在第一次世界大战中被毁。

## 地名来源
“Coucy”一名的来源尚不清楚，库西家族发源于此地。

## 历史

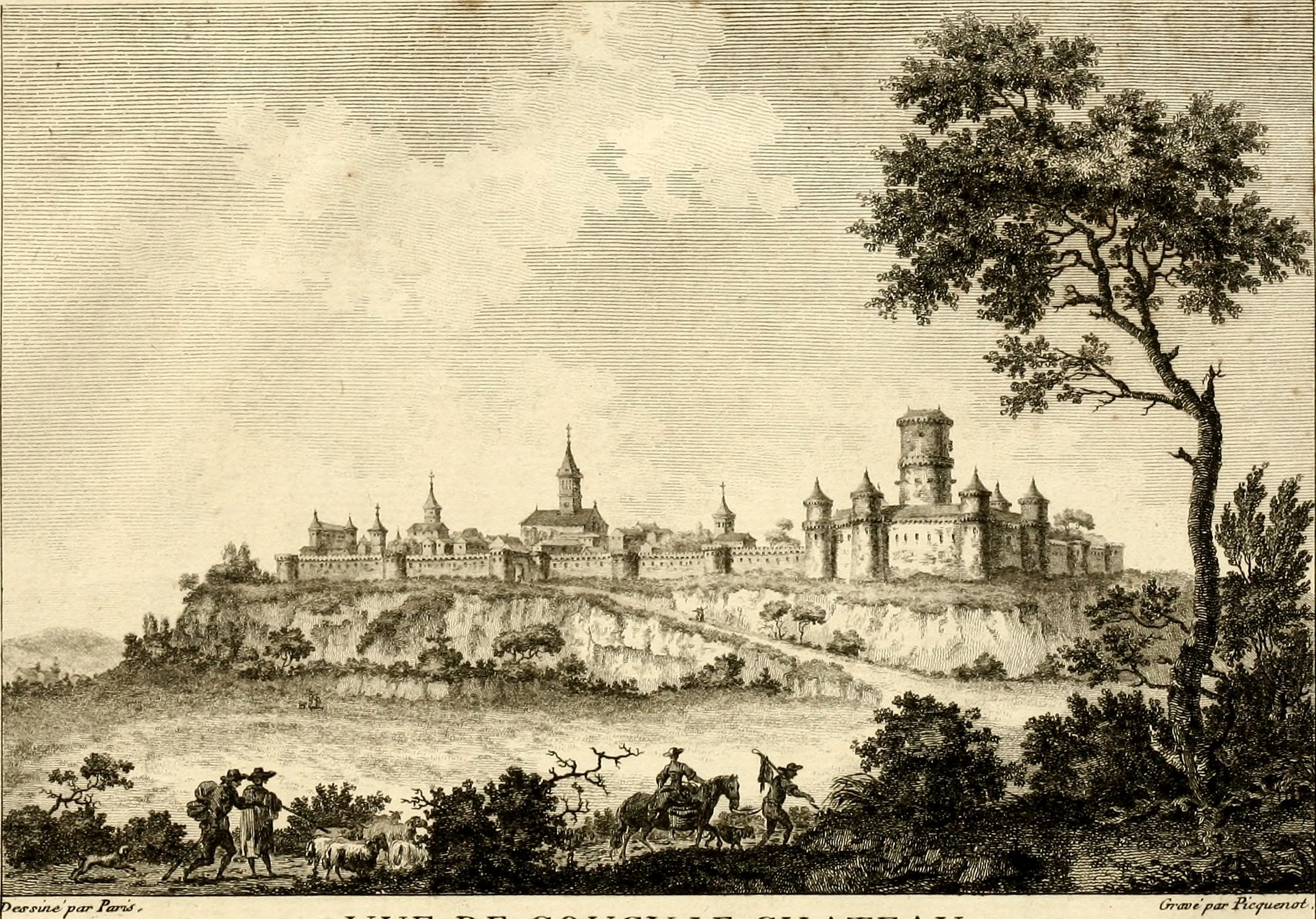
18世纪末的库西堡

库西堡-欧夫里克成立于1921年，由库西堡（Coucy-le-Château）和欧夫里克和诺让（Auffrique-et-Nogent）两地合并而成，其中库西堡为政府驻地。
库西堡的早期历史尚不清楚，其城市发展史与库西城堡密切相关。该城堡最初始建于公元920年，13世纪时，库西领主恩格朗三世将城堡大幅度扩建。中世纪末，库西城堡在奥尔良和勃艮第公爵之间几经易手，英法百年战争期间，该城堡曾被英格兰军队占领。1652年，库西城堡被法兰西王室获得，在儒勒·马萨林的要求下，该城堡的防御城墙被拆除。1673年，奥尔良公爵菲利普一世在库西堡创建了一处神学院。法国大革命后，库西堡-欧夫里克成为埃纳省的一个市镇。工业革命期间，途经库西堡的阿尼济-皮农—绍尼铁路及多条地方铁路建成通车。第一次世界大战期间，德军于1917年3月20日曾对库西堡地区进行大规模轰炸，库西城堡的主体建筑遭到毁灭性破坏，其碉楼及四个塔楼均被炸毁。战争结束后，库西城堡未能恢复重建。途经此地的铁路线在20世纪30年代相继关闭。
欧夫里克和诺让历史上均长期为普通农业聚落，法国大革命后短暂成为两个独立市镇，后于1794年合并。
在行政区划方面，1793年至2015年3月间，库西堡及库西堡-欧夫里克为同名县的县治；1997至2016年间，库西堡-欧夫里克为艾莱特河谷市镇公共社区的办公驻地。

## 地理

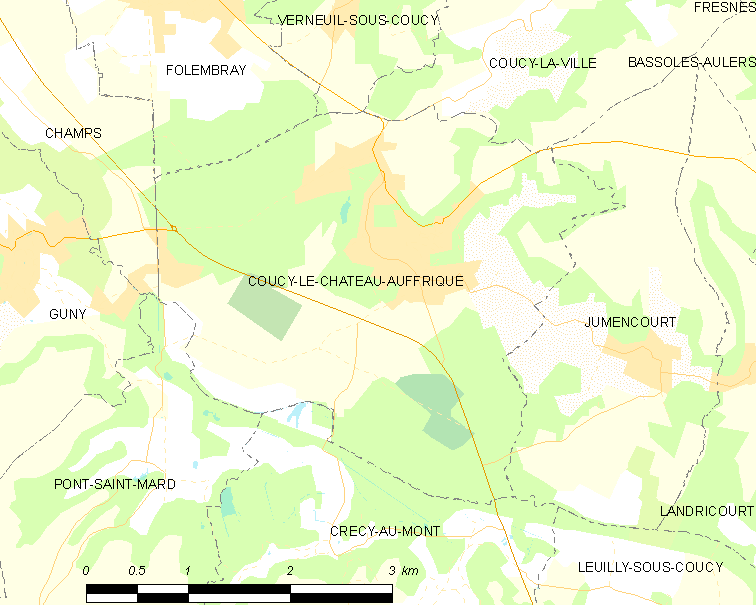
库西堡-欧夫里克市镇范围地图

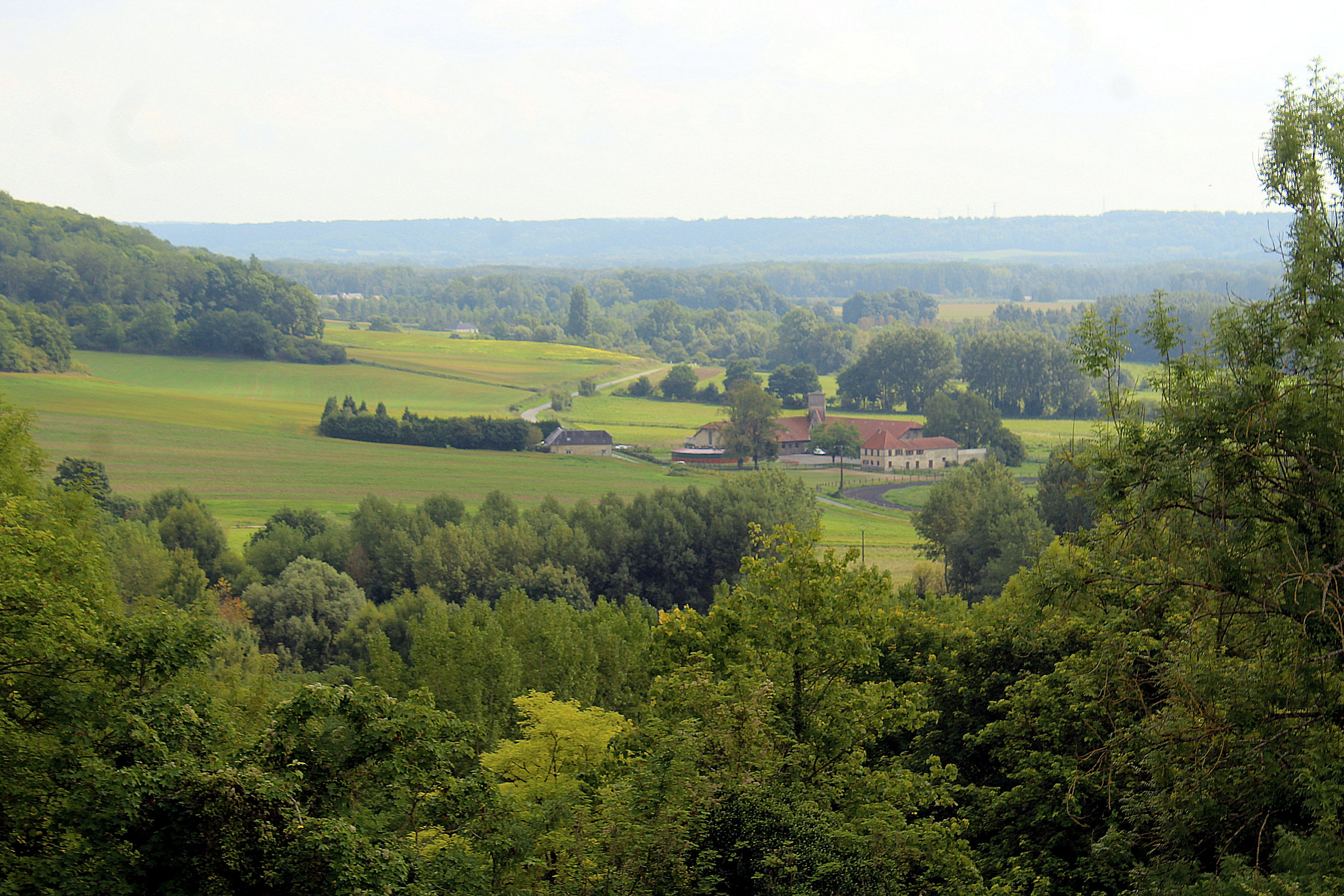
库西堡-欧夫里克附近的自然景观

库西堡-欧夫里克位于法国北部，上法兰西大区东南部和埃纳省西南部，距离省会拉昂大约29公里。与库西堡-欧夫里克接壤的市镇包括：福朗布赖、韦尔讷伊苏库西、库西城、克雷西欧蒙、尚村、蓬圣马尔和瑞芒库尔。

### 地形
库西堡-欧夫里克位于法兰西岛丘陵腹地，境内以平原和丘陵为主，市镇中心分为两部分：其中核心区域位于一处地势高的台塬顶端，被称为“上城”；附近区域则地势平坦，被称为“下城”，两个部分之间的高差超过60米，市镇全境海拔则在47到147米之间。

### 水文
库西堡-欧夫里克位于塞纳河流域范围内，艾莱特河自东向西流经市镇南部，其右岸支流雷诺溪（ruisseau de Renault）自北向南流经镇中心西侧。

### 植被
库西堡-欧夫里克属于温带阔叶混交林区，林地广泛分布于河流附近及坡地地区，市镇范围西部和南部为“下库西森林”（Forêt domaniale de Coucy-Basse）。
在鲜花城市的评比中，库西堡-欧夫里克被评为2星级鲜花城市。

### 气候
库西堡-欧夫里克在柯本气候分类法中属于温带海洋性气候（Cfb）。

## 行政区划
库西堡-欧夫里克的市镇编号为02217，邮政编号为02380。
在行政管理方面，库西堡-欧夫里克隶属于法国上法兰西大区埃纳省拉昂区；在地方选举方面，库西堡-欧夫里克隶属于埃纳河畔维克县，其市镇范围全境被划入埃纳省第四选区；在社会管理方面，库西堡-欧夫里克是城堡皮卡第市镇公共社区的组成部分。
截至2023年11月，库西堡-欧夫里克市镇范围内暂无任何城市敏感街区及城市政策优先街区。
法国国家统计与经济研究所（简称）在进行数据统计时，未将库西堡-欧夫里克划入任何城市核心区（Unité urbaine）、城市区（及城市辐射区（Aire d'attraction）。此外，还将库西堡-欧夫里克市镇整体看作一个“块区”（IRIS），以便于统计人口分布情况。

## 交通

### 公路
埃纳省省道D1线、D5线、D131线、D136线、D590线、D934线、D937线和D1500线在库西堡-欧夫里克境内交汇。上法兰西大区下属的埃纳省城际客运533线经停库西堡-欧夫里克，可前往圣康坦、绍尼、苏瓦松等地。
2020年，73%的库西堡-欧夫里克家庭拥有至少一辆私人汽车。2021年，库西堡-欧夫里克境内共发生各类交通事故1起，造成1人重伤。
| 10 | 60 |

| 12 | 27 |

| 拉昂 | 31 |

| 泰尔尼耶 | 19 |

| 苏瓦松 | 18 |

| 皮农 | 12 |

| 绍尼 | 15 |

| 努瓦永 | 28 |

### 铁路

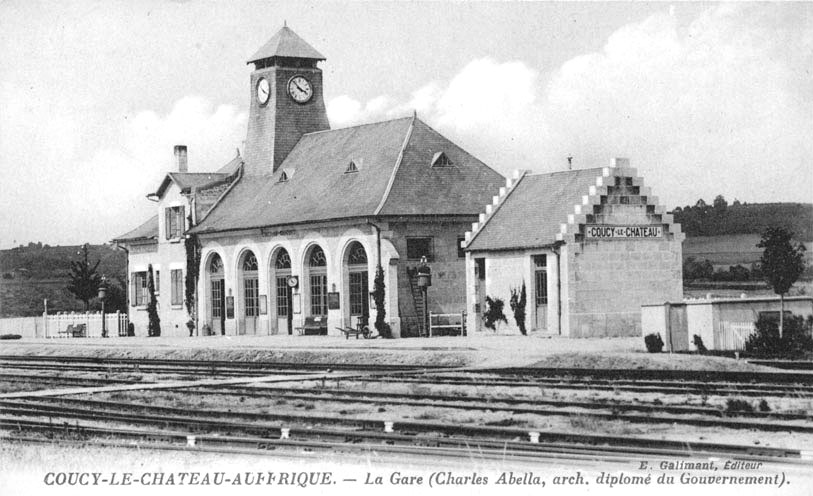
20世纪20年代的库西堡火车站

库西堡-欧夫里克位于阿尼济-皮农—绍尼铁路上，该铁路已废弃。
聚落库西堡-欧夫里克最近的运营中的客运铁路车站为11公里外的阿尼济-皮农站，该站停靠往返于巴黎和拉昂一线的区域列车。

### 航空
距离库西堡-欧夫里克最近的民用航空站为90公里外的巴黎戴高乐机场。

### 城市公共交通
截至2023年11月，库西堡-欧夫里克暂无城市公共交通系统。

## 政治
库西堡-欧夫里克的现任市长为索菲·布特鲁瓦女士（Sophie BOUTROY），她是一名无党派人士，在2020年的市政选举中获得了100.00%的支持率（无其他候选人）。
在2022年的法国总统大选的第二轮选举中，法国极右翼政党国民阵线主席玛丽娜·勒庞在库西堡-欧夫里克获得了59.48%的支持率。

## 人口
2020年，库西堡-欧夫里克市镇人口数量为992，在法国排名第10,028位。其中男性475人，女性517人，75岁及以上人口占9.6%，外籍人口数量为19人，人口密度为87人/平方公里，当地居民被称为（男性）或（女性）。2021年，库西堡-欧夫里克境内出生9人，死亡人口18人。
| 库西堡-欧夫里克1901年－2020年人口变化情况 |
|                                           |
| 数据来源：Cassini、INSEE                  |

## 经济
库西堡-欧夫里克是一个区域性的中心市镇。截至2023年11月，库西堡-欧夫里克市镇范围内共有各类用人单位（包含自雇）212家，平均历史为18年，均为中小型企业（PME），2023年9月至11月间，当地的经济活力指数为0。（模具生产）、（环境）及（工业产品运输）是当地2021年营业额最高的三个企业，分别为5,009,419欧元、3,478,005欧元和2,633,517欧元。

## 财政与居民收入
2021年，库西堡-欧夫里克的财政收入总额为1,006,810欧元，财政支出总额为757,730欧元，当年的债务总额为807,500欧元。2021年，库西堡-欧夫里克市镇通过增值税获得61,080欧元的收入，此外当地还共获得了494,280欧元的国家直接财政补助。
2019年，库西堡-欧夫里克的人均月收入总额为1,892欧元，低于法国平均水平（2,303欧元）。
2020年，库西堡-欧夫里克境内的青壮年（15至64岁）失业率为11.0%；2022年，当地35.7%的家庭拥有纳税资格，平均纳税2,478欧元，低于法国平均水平（4,393欧元）。

## 社会事务

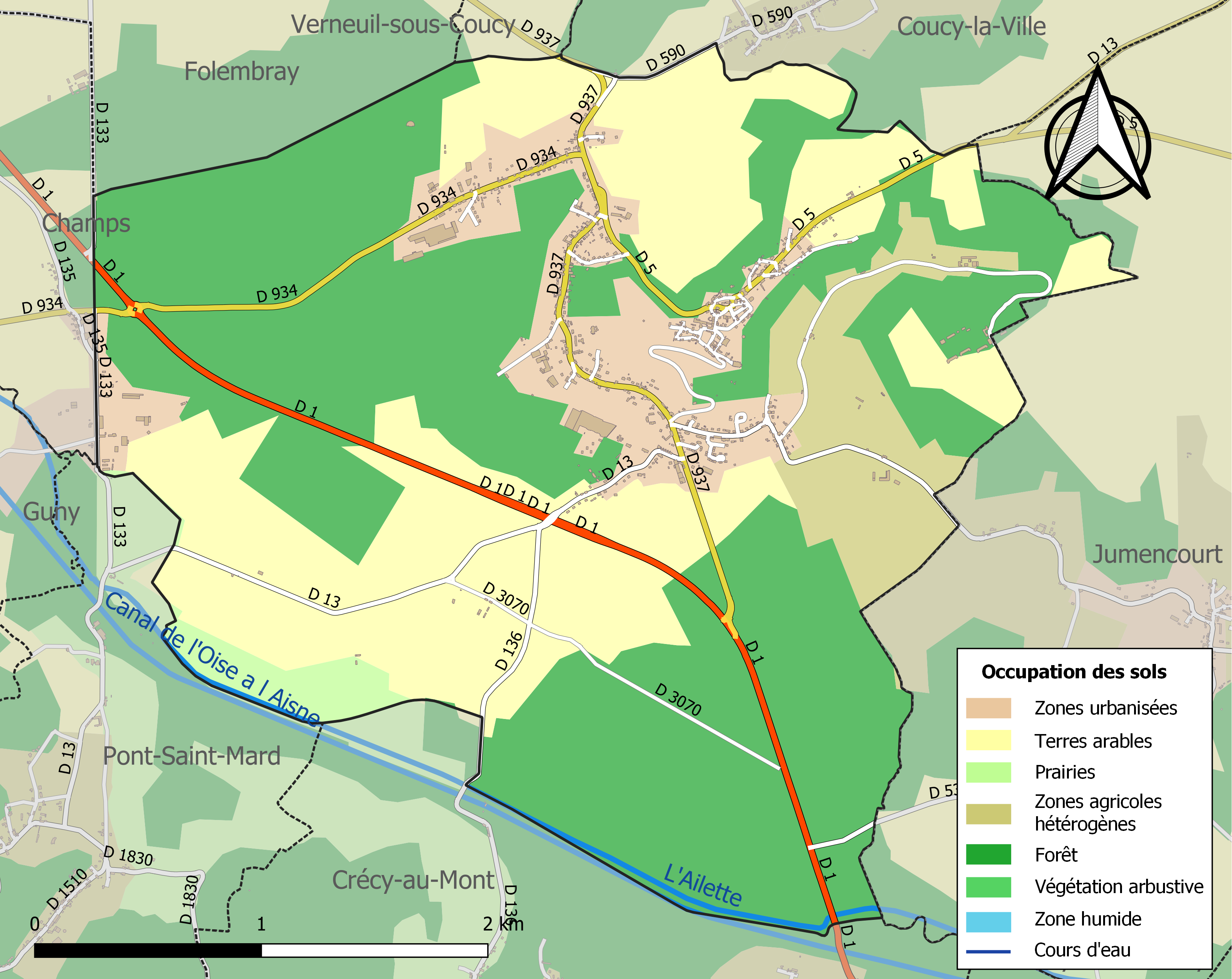
库西堡-欧夫里克土地利用情况地图

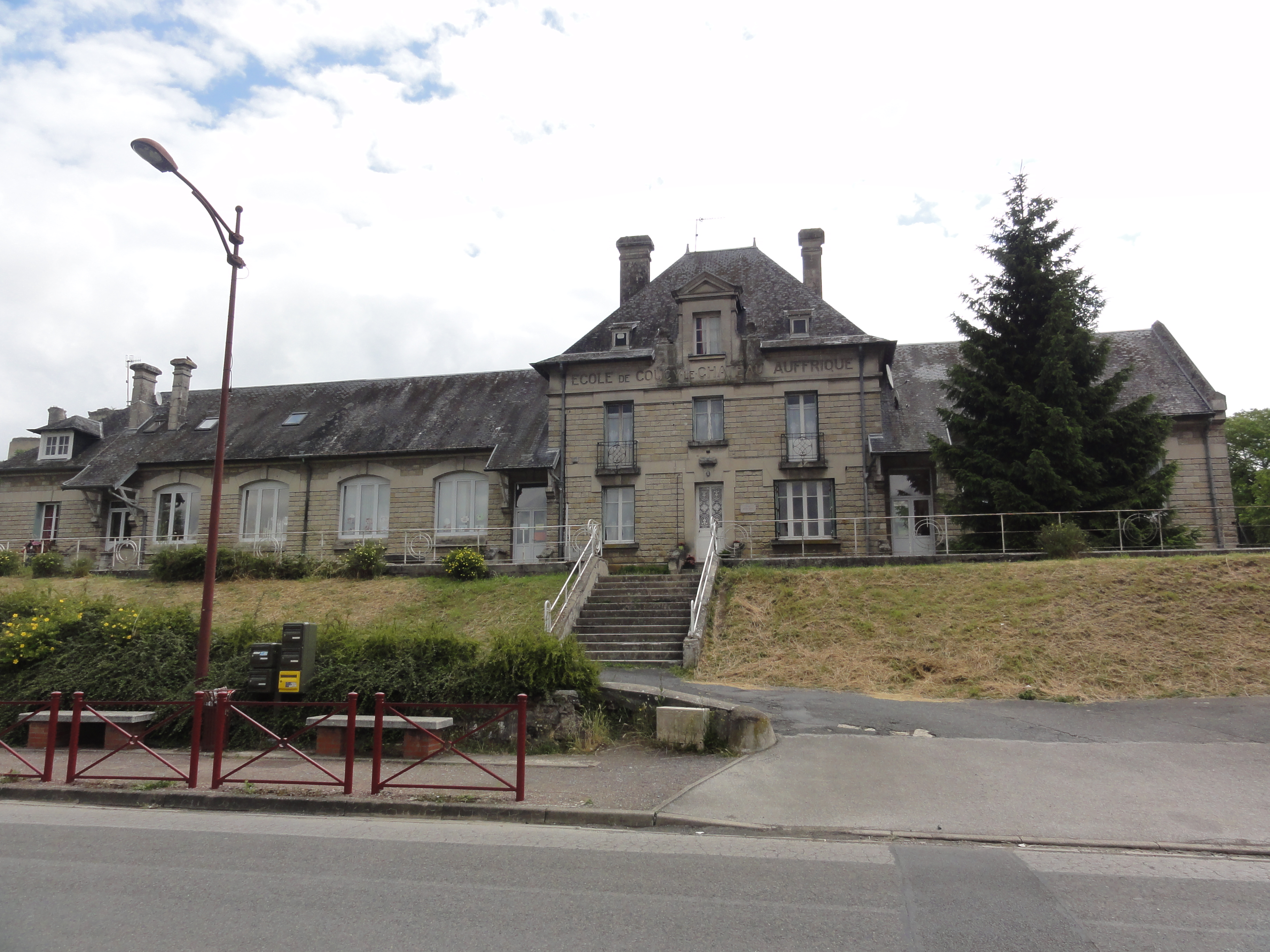
一所学校

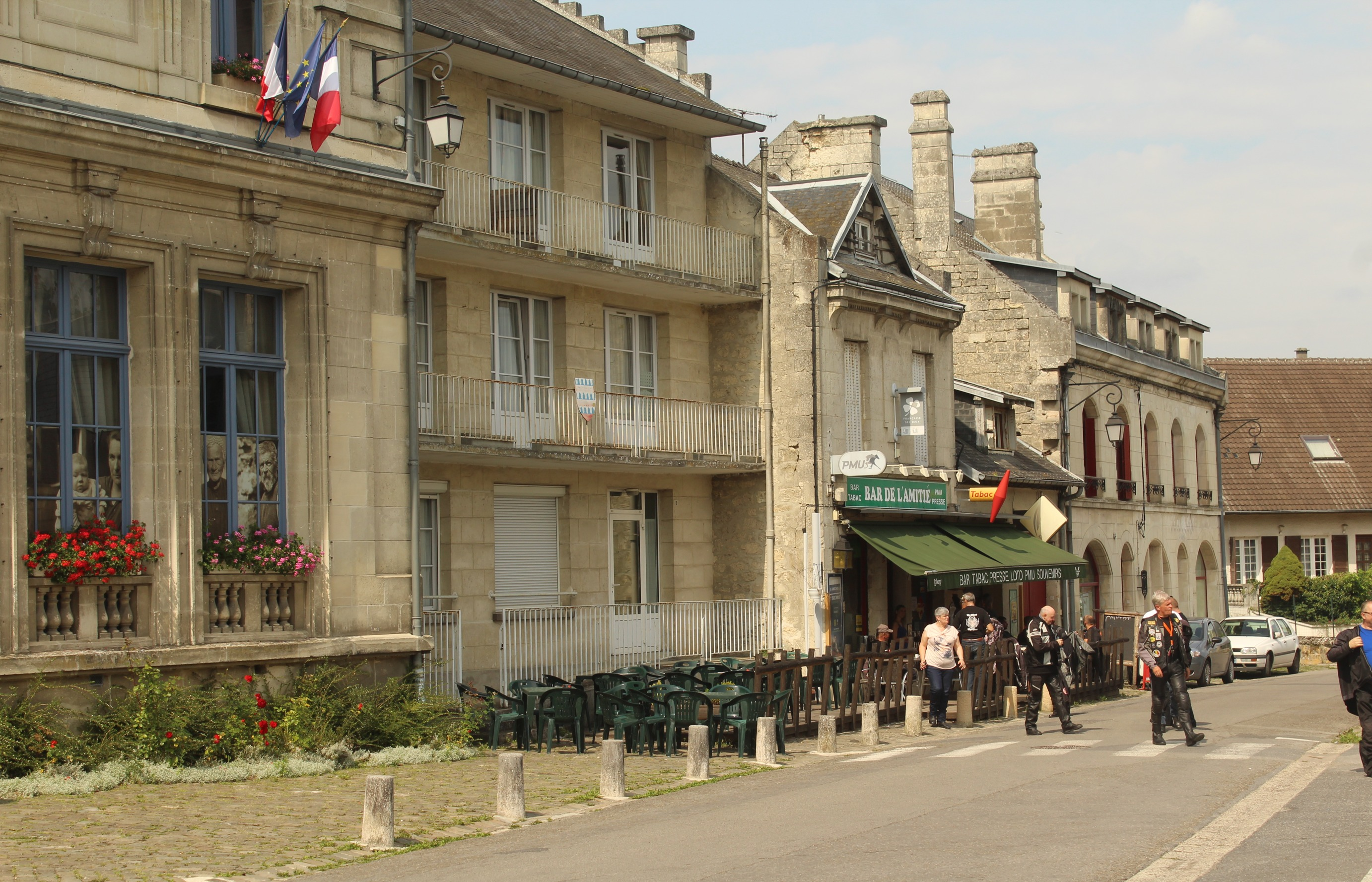
锡锅街

### 教育
库西堡-欧夫里克属于亚眠学区。截至2021年1月1日，库西堡-欧夫里克境内共有1所幼儿园、1所小学和1所初级中学。 2021至2022学年度，库西堡-欧夫里克境内共有在校中等教育阶段学生369名。

### 医疗
截至2021年1月1日，库西堡-欧夫里克境内共有全科医生1名、保健师1名和护士4名。境内共有药房1家、养老院1家。
距离库西堡-欧夫里克最近的区域性医疗机构为绍尼中心医院（Centre Hospitalier de Chauny），其主病区位于绍尼，距离库西堡-欧夫里克市区的正常车程大约19分钟，该院设有床位223个，是当地规模最大的公立综合性医院。

### 住房
2020年，库西堡-欧夫里克境内共有各类住房477套，其中89.7%为独立式居民区，9.9%为集中式居民区。常住房屋占库西堡-欧夫里克市镇范围内居民建筑总量的83.2%。
在住房保障政策方面，2022年，库西堡-欧夫里克境内共有79户家庭获得了住房经济补助，受益人数占总人口数量的9.1%，其中74份为房租补助。

### 商业
2021年，库西堡-欧夫里克境内共有各类实体商铺16家，其中餐厅2家、面包房1家、美容美发店1家、汽车维修店1家。市区西部建有一家家乐福便民超市。

### 体育
2021年，库西堡-欧夫里克境内共有1间体育馆、1座综合体育场以及1处足球或橄榄球场。
截至2023年11月，三城堡足球俱乐部（FC 3 Châteaux，编号590675）是库西堡-欧夫里克境内唯一的一家注册足球俱乐部，该俱乐部成立于2011年，其主队2023至2024赛季未参加任何足球联赛。
2014年环法自行车赛经过库西堡-欧夫里克。

### 环境
库西堡-欧夫里克的环境事务由其所属的城堡皮卡第市镇公共社区联合各级政府协调负责。2021年，库西堡-欧夫里克境内暂无污染企业。

### 治安
2021年，库西堡-欧夫里克市镇范围内有1处宪兵队。
库西堡-欧夫里克及其附近的共234个市镇是拉昂国家宪兵队（zone gendarmerie de Laon）的管辖范围。2020年，该宪兵队累计记录各类案件3,612起，其中盗窃类案件1,970起，经济类案件420起，毒品交易类案件104起。

## 文化

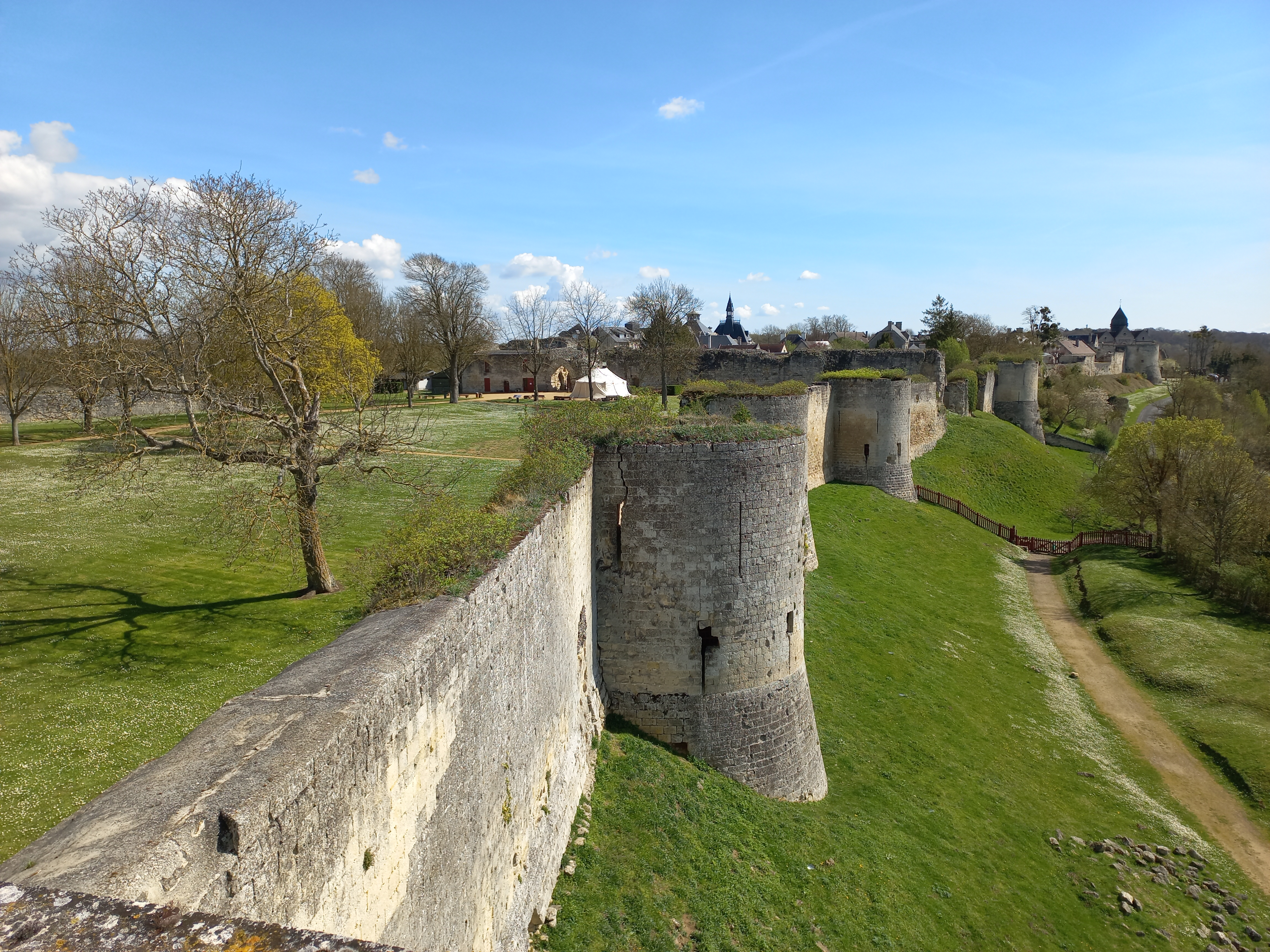
库西城堡外墙遗址

2021年，库西堡-欧夫里克境内暂无任何文化设施。库西堡-欧夫里克市政府提供多媒体中心，每周二、三、四向公众开放。

### 建筑
库西堡-欧夫里克境内有多处历史建筑，其中库西城堡、圣索沃尔教堂等为法国国家文物保护单位。

### 旅游
库西堡-欧夫里克的旅游事务由其所属的城堡皮卡第市镇公共社区负责。2023年，库西堡-欧夫里克境内共有1家酒店共计9间房间。

### 媒体
法国主要的媒体均可在库西堡-欧夫里克接收，法国电视三台下属的上法兰西大区频道在部分时段播出库西堡-欧夫里克所在埃纳省的地方新闻。蓝色法兰西皮卡第广播、香槟广播、《新埃纳报》等是当地主要的地方性媒体。

## 相关人物
法国机械工程师路易-格扎维埃·加尔冈出生于库西堡。

## 友好城市
截至2023年11月，库西堡-欧夫里克共与三座城市建立了友好城市关系：
- 德国 萨尔布吕肯 Altenkessel街区
- 利皮克
- 英格兰 弗拉姆灵厄姆